# S.O.D.
S.O.D. (Stormtroopers of Death) — музыкальная кроссовер-трэш группа, сформированная в Нью-Йорке в 1985 году. Группа считается одним из первых кроссовер-трэш коллективов, смешавших в своём творчестве хардкор-панк и трэш-метал.

## История
Весной 1985 Скотт Иэн, записавший, к этому времени, свои гитарные партии для альбома Spreading the Disease Anthrax, увлёкся рисованием комиксов. Он придумал персонажа, известного, как «Сержант Ди» — ожившего скелета, с сигарой в зубах. Вскоре Скотт решил написать песни о персонаже и собрать хардкор группу. Он пригласил бывшего басиста Anthrax Дэна Лилкера, экс-роуди Anthrax Билли Милано и барабанщика Anthrax Чарли Бенанте.
1 июля 1985 года группа, в гостиной Pyramid Sound Studios, записала 63-трековое демо продолжительностью 14 минут, названное Crab Society North. После этого группа приступила к записи альбома для Megaforce Records.
За два дня записи и один день сведения, был записан дебютный альбом Speak English or Die, включавший в себя 21 трек. После выхода альбома, группа отправилась в короткое турне, состоявшее из 7 выступлений.
После завершения тура Иэн и Бенанте вернулись к деятельности в Anthrax, а Лилкер вернулся к работе с группой Nuclear Assault. Милано сформировал новую группу Method of Destruction, известную, как M.O.D.
Спустя 7 лет, 21 марта 1992 года, группа воссоединилась ради одного выступления в Нью-Йоркском клубе The Ritz. Запись концерта, под названием Live at Budokan вышла в том же году.
Спустя ещё 7 лет, группа вновь объединяется в 1999 году и записывает второй студийный альбом Bigger Than The Devil.
23 января 2001 года выходит DVD-видео группы «Speak English or Live». А 25 сентября того же года — концертный фильм «Kill Yourself: The Movie».
21 августа 2007 года, после очередного объединения, вышел третий альбом группы. EP, содержащий 4 студийные записи и 20 концертных записей, получил название Rise of the Infidels. Два студийных трека — «Stand Up and Fight» (под названием «Pathmark Song») и «Java Amigo» были ранее выпущены на сборнике «New York’s Hardest, Vol. 3», ещё один трек — «United and Strong» (кавер-версия песни Agnostic Front) был выпущен на японском издании Live at Budokan. Последний студийный трек «Ready to Fight» (кавер-версия песни Negative Approach) ранее не издавался. По словам Билли Милано этот альбом стал последней работой S.O.D.
В октябре 2011 года Скотт Иэн в интервью журналу UnRatd Magazine заявил, что группа не будет восстановлена.
В декабре 2012 было объявлено, что Билли Милано и Дэн Лилкер воссоединились в новой группе, названной United Forces.

## Состав группы
- Скотт Иэн — гитара, бэк-вокал
- Дэн Лилкер — бас-гитара, бэк-вокал
- Чарли Бенанте — ударные, гитара (на нескольких треках)[6]
- Билли Милано — вокал

## Дискография

### Студийные альбомы
- 1985 — Speak English or Die
- 1999 — Bigger than the Devil

### Компиляции
- 2007 — Rise of the Infidels

### Концертные альбомы
- 1992 — Live at Budokan

### Синглы
- 2000 — Seasoning the Obese

### Видеография
| Год              | Название                       | Лейбл                 |
| Март 1992        | S.O.D. Live at Budokan (VHS)   | Megaforce Records     |
| 23 Января 2001   | Kill Yourself: The Movie (DVD) | Nuclear Blast Records |
| 25 Сентября 2001 | Speak English or Live (DVD)    | Megaforce Records     |
| 26 Июль 2005     | 20 Years of Dysfunction (DVD)  | Megaforce Records     |
| 21 августа 2007  | Live at the Fenix (DVD)        | Megaforce Records     |